# گاه‌شمار درگیری فلسطین و اسرائیل در ۲۰۲۳
در گاه‌شمار زیر، فهرستی از رویدادهای درگیری فلسطین و اسرائیل در سال ۲۰۲۳ آمده است.

## ژانویه

### ۱ ژانویه
بعد از پذیرفتن قطعنامه‌ای از جانب مجمع عمومی سازمان ملل متحد برای جلب نظر دیوان بین‌المللی دادگستری در خصوص «تسخیر طولانی مدت، شهرک‌سازی و پیوستن سرزمین‌های فلسطینی اشغال گردیده از سال ۱۹۶۷ از جانب اسرائیل»، قانون‌گذار تازه منتخب راست افراطی اسرائیل، زویکا فوگل. از او پرسیده شد که آیا تصرف کردن کرانهٔ باختری دائمی است؟ وی در جواب این‌گونه بیان نمود «نمی‌توان با واقعیت‌ها گفت و گو نمود. تا به امروز، این تسخیر دائمی است. و از هم‌اکنون می‌خواهم به اعمال حاکمیت اسرائیل بر کل ناحیه‌هایی که می‌توانم ادامه دهم.» قبل از این، بنیامین نتانیاهو، نخست‌وزیر اسرائیل، این حواله را «تنفر آور» خواند و این‌گونه بیان نمود: «مردم یهود نه تسخیرگر در سرزمین خود هستند و نه در پایتخت ابدی ما اورشلیم تسخیرگر و هیچ قطعنامهٔ سازمان ملل نمی‌تواند این حقیقت تاریخی را تغییر دهد.» با توجه به نگرانی حکومت ایالات متحده، نتانیاهو با شرکای همبستگی برای گسترش شهرک‌های یهودی نشین و قانونی کردن ده‌ها پاسگاه اسرائیلی به توافق رسیده است.

### ۲ ژانویه
نیروهای اسرائیلی دو فلسطینی ۲۲ و ۲۵ ساله را در یک حمله انهدامی به کفر دان در قسمت شمال غربی جنین به قتل رساندند. ارتش اسرائیل اینگونه بیان کرد که آنان با تیراندازی، سنگ و بمب‌های آتش زا مورد تهاجم قرار گرفتند. این تهاجم برای تخریب خانه‌های دو فلسطینی بود که در تاریخ ۱۴ سپتامبر ۲۰۲۲ در روند تهاجمی که یک سرباز اسرائیلی به قتل رسیده بود، به قتل رسیدند. اعضاهای حقوق بشر چنین تخریب‌هایی را «مجازات دسته‌جمعی» می‌دانند.

### ۲۵ ژانویه
نیروهای اسرائیلی گزارش دادند که یک فلسطینی ۲۰ ساله بعد از تلاش برای چاقو زدن به یک سرباز در حومهٔ شهرک اسرائیلی «کدومیم» به ضرب گلوله به قتل رسید. سپس ارتش اسرائیل ویدئویی از دوربین مداربسته انتشار نمود که مردی را نشان می‌داد که از ماشین پیاده می‌شود و با وسایلی در دست به سمت سربازها می‌دود.
مقام‌های انتظامی اسرائیل گزارش دادند که یک نوجوان ۱۷ ساله فلسطینی که اسلحهٔ جعلی حمل می‌نمود در روند تهاجم به اردوگاه شعفاط در قسمت شرق بیت‌المقدس به ضرب گلوله به قتل رسید.

### ۲۹ ژانویه
یک جوان ۱۸ ساله فلسطینی در حومهٔ قدومیم به قتل رسید. ارتش اسرائیل این‌گونه بیان نمود که این مرد به یک تفنگ دستی مسلح شده بود و توسط یک تیم امنیتی شهرک به قتل رسید. وافا اعلام کرد که شرایط نامشخص است.

### ۳۰ ژانویه
نیروهای رژیم صهیونیستی یک جوان ۲۶ ساله فلسطینی را در الخلیل به قتل رساندند. ارتش اسرائیل این‌گونه بیان نمود که این مرد خودروی خود را به سمت سربازی در یک ایست بازرسی سوار کرده بود و بعد از آن سربازها به سمت خودرو شلیک نمودند که این خودرو قصد فرار داشت، ولی بیان نکرده بود که این یک حمله عمدی بوده و این حادثه اغلب مورد بررسی قرار خواهد گرفت.

## فوریه

### ۳ فوریه
نیروهای اسرائیلی یک فلسطینی غیرمسلح ۲۶ ساله را در حومه نابلس به قتل رساندند. ارتش اینگونه بیان نمود که این مرد به سمت سربازها دویده، سربازها به او دستور ایست دادند و زمانیکه موفق به انجام این کار نشد مورد اصابت گلوله قرار گرفت. یک منابع نظامی اسرائیلی اینگونه بیان نمود که یک یادداشت انتحاری روی جسد پیدا شده است.

### ۷ فوریه
یک نوجوان ۱۷ ساله فلسطینی در روند درگیری در سمت شرق نابلس توسط نیروهای اسرائیلی به قتل رسید. ارتش اسرائیل اینگونه بیان کردکه او مردی مسلح بود که به سربازان شلیک کرده بود. گروه لانه شیرها اینگونه بیان نمود که او از اردوگاه آوارگان عسکر در حومه نابلس بود ولی ادعای هموندی او را نداشت.

### ۹ فوریه
نیروهای اسرائیلی یک فلسطینی ۲۲ ساله را در ورودی اردوگاه آوارگان الفوار در حومه الخلیل به قتل رساندند. ارتش اسرائیل اینگونه بیان نمود که او سعی کرد یک سرباز را با چاقو بزند.

### ۱۱ فوریه
یک شهرک نشین اسرائیلی یک فلسطینی ۲۷ ساله را در روستای قراوه بنی حسان به قتل رساند. به گفته ارتش اسرائیل، تحقیقات نخستین بیانگر آن می‌باشد که درگیری میان شهرک نشین‌ها و فلسطینی‌ها در حومه پاسگاه حوات یایر اتفاق افتاده و یکی از شهرک نشینان بعد از اصابت سنگ به سر یک اسرائیلی دیگر، اقدام به تیراندازی نموده است. روزنامه جروزالم پست اعلام کرد که شهرک نشین‌ها گفتند که تیراندازی بعد از آن اتفاق افتاده که یکی از آنان بر اثر آتش بازی توسط فلسطینی‌ها به سمت آنان شلیک شد.

### ۱۲ فوریه
نیروهای رژیم صهیونیستی در روند تهاجم به جنین یک نوجوان ۱۴ ساله فلسطینی را به قتل رساندند.

### ۱۳ فوریه
هواپیماهای رژیم صهیونیستی چندین تهاجم هوایی به نوار غزه انجام دادند. ولی هنوز تلفات جانی اعلام نشده. ارتش اسرائیل اینگونه بیان نمود که این تهاجم‌ها در جواب به شلیک راکت بوده و به «یک مجتمع زیرزمینی حاوی مواد خام مورد استفاده برای ساخت موشک‌ها اصابت نموده است». نیروهای رژیم صهیونیستی در عملیات بازداشتی در نابلس، یک فلسطینی ۲۱ ساله را به قتل رساندند.
متخصصان سازمان ملل این‌گونه بیان نمودند: «جامعهٔ بین‌المللی باید برای توقف تخریب و پلمپ سیستماتیک و عمدی مسکن، جابجایی خودکامانه و اخراج اجباری مردم فلسطین در کرانهٔ باختری اشغالی، اقدام نماید».
یک جوان ۱۷ ساله اسرائیلی بر اثر اصابت چاقو از پشت در شهر قدیمی اورشلیم به شکل آهسته مجروح گردید. مهاجم، یک فلسطینی ۱۴ ساله از اردوگاه آوارگان شعافات در بیت‌المقدس شرقی پیش از دستگیری در کوه معبد از صحنه مخفی گردید. این حادثه از جانب مجریان قانون به عنوان یک حمله تروریستی لیست بندی شده است.
در حالی که یک افسر مرزی ۲۲ ساله اسرائیلی در حال بازجویی از یک فلسطینی ۱۳ ساله در اتوبوس در ایست بازرسی نزدیک ورودی اردوگاه آوارگان شعافات بود، پسر این افسر را با چاقو زد. پلیس اسرائیل اینگونه بیان نمود که یک نگهبان غیرنظامی اسرائیلی در مکان سانحه به سمت مهاجم شلیک نمود و به شکل اتفاقی به افسر اصابت کرد که بعدها بر اثر جراحات وارده به قتل رسید. و بعد از آن پسر دستگیر شد.

### ۱۴ فوریه
یک نوجوان ۱۷ ساله فلسطینی بعد از اصابت گلوله نیروهای اسرائیلی در حمله به اردوگاه آوارگان، سپس تسلیم جراحات گردید. ارتش اسرائیل اینگونه بیان کرده است که فردی را که یک وسیله انفجاری در دست داشت تیراندازی نموده است. معلوم نیست که آیا قربانی دست داشته است یا نه.
یک جوان ۲۵ ساله فلسطینی در تاریخ ۱ ژانویه ۲۰۲۱ در حادثه ای در مسافر یاتا بر اثر شلیک گلوله ارتش اسرائیل به قتل رسید. این تیراندازی در آن وقت باعث ازدحام بین‌المللی شد.
یک سرباز اسرائیلی که به یک فعال حقوق بشر معروف فلسطینی، عیسی امرو حمله نمود، از جانب ارتش اسرائیل به ۱۰ روز حبس محکوم گردید. این حادثه در ویدئویی که توسط روزنامه نویس نیویورکر که در آن زمان در حال گفت و گو با قربانی بود گرفته شده است. گزارش نظامی اسرائیل از رویدادها با گزارشگر نیویورکر، لارنس رایت متفاوت است. در نوامبر ۲۰۲۲، ارتش اسرائیل یک ناحیه نظامی بسته در اطراف خانه عمرو به دنبال شکایت او از شهرک نشینان برای هدف قرار دادن او گزارش داد.

### ۱۶ فوریه
به گفته صلح اکنون، ۳۸ درصد از مساحت پایگاه‌های غیرمجاز کرانه باختری که دولت اسرائیل در تاریخ ۱۲ فوریه مجوز آنان را صادر نمود، وضعیت مجهول دارد. از زمان صدور پروانه، که حاوی گسترده‌ترین اعلامیه تسویه حساب تا کنون بود، در اعلامیه مشترک فرانسه، آلمان، ایتالیا، بریتانیا و ایالات متحده مورد عیب جویی واقع گردید. شورای امنیت سازمان ملل در حال بررسی پیش‌نویس قطعنامه‌ای می‌باشد که به موجب آن اسرائیل باید «فوری و کامل تمامی فعالیت‌های شهرک‌سازی در اراضی اشغالی فلسطین را متوقف نماید»."

### ۲۰ فوریه
در جلسه شورای امنیت سازمان ملل، شورا با صدور بیانیه رسمی طرح اسرائیل برای توسعه شهرک سازی در خاک فلسطین را محکوم نمود. این اولین کاری بود که ایالات متحده برضد اسرائیل در ۶ سال گذشته اجازه داد. در این بیانیه آمده است: «شورای امنیت دوباره تأکید می‌کند که ادامه فعالیت‌های شهرک‌سازی اسرائیل به شکل خطرناکی حیات راه‌حل ایجاد نمودن دو کشور بر اساس خطوط ۱۹۶۷ را به خطر می‌اندازد» و «شورای امنیت آشفتگی عمیق و ناامیدی خودش را از گزارش اسرائیل در تاریخ ۱۲ فوریه ابراز می‌نماید». امارات متحده عربی پیش‌نویس قطعنامه‌ای را «با توجه به گفتگوهای مثبت بین طرفین» به رأی نداد. دفتر نتانیاهو این بیانیه رسمی را محکوم نمود و این‌گونه بیان کرده: «این بیانیه نباید صادر می‌شد و ایالات متحده نباید به آن اضافه می‌شد».
دفتر بنیامین نتانیاهو، اعلام کرد که در ماه‌های آتی هیچ شهرک‌سازی نوینی مجاز نخواهد بود.
یک نوجوان ۱۶ سالهٔ فلسطینی در تداول تهاجم اسرائیل به نابلس در تاریخ ۸ فوریه به ضرب گلوله به قتل رسید.

### ۲۱ فوریه
او سی اچ ای گزارش حفاظت از غیرنظامیان را در بازه زمانی ۳۱ ژانویه تا ۱۳ فوریه ۲۰۲۳ انتشار داد. در طول زمان گزارش، ۱۰ فلسطینی (۴۴ پیش سال تا به امروز) توسط نیروهای اسرائیلی به قتل رسیدند، ۴اسرائیلی (از غبیل ۱ خارجی) (۱۱ سال پیش تا به امروز) توسط فلسطینی‌ها به قتل رسیدند. ۱۶۰ عملیات جستجو و دستگیری ارتش اسرائیل در کرانه باختری (۵۲۰ سال پیش تا به امروز) و ۳۵ ساختمان وابسته به فلسطینی‌ها (۱۶۸ سال پیش تا به امروز از غبیل ۵۰ مورد در بیت‌المقدس شرقی) تخریب گردید.

### ۲۲ فوریه
وزارت بهداشت فلسطین گزارش داد که در تداول حمله به نابلس، نیروهای اسرائیلی ۱۱ فلسطینی از غبیل یک مرد ۷۲ ساله را به قتل رساند و بیش از ۱۰۲ نفر مجروح شدند که بسیاری از آنان بر اثر شلیک گلوله مجروح شدند که حال برخی از آنان دشوار است. گفته می‌شود که دو تن از کشته شدگان موضوع عملیات دستگیری و در پی ویران کردن ساختمانی که توسط نیروهای اسرائیلی در تسخیر آن‌ها بود به قتل رسیدند.

### ۲۳ فوریه
نیروهای اسرائیلی گزارش دادند که ۶ راکت از سمت غزه به سمت اسرائیل شلیک شد که ۵ فروند از آنان توسط گنبد آهنین رهگیری و آخرین راکت در یک ناحیه خالی از جمعیت سقوط کرد. در جواب این حمله، اسرائیل به چندین هدف در سمت شمال و مرکز غزه حمله نمود.
وزارت بهداشت فلسطین گزارش داد که یک فلسطینی ۳۰ ساله دو هفته پیش در تهاجم به جنین بر اثر زخمی شدن کشته شد.

### ۲۴ فوریه
یک فلسطینی ۲۲ ساله که در روز ۲۳ فوریه ۲۰۲۳ در تداول درگیری در الاروب (اردوگاه) در سمت شمال الخلیل مورد اصابت گلوله نیروهای اسرائیلی واقع شد، بر اثر زخم‌ها جان باخت.

### ۲۶ فوریه
وزارت بهداشت فلسطین اعلام کرد که یک فلسطینی ۳۷ ساله در جریان انقلاب شهرک نشینان در شهر زعطره در قسمت جنوب حواره به قتل رسید.
مقامات اسرائیل و فلسطین برای نخستین بار بعد از سال‌ها در شهر عقبه، اردن با یکدیگر دیدار نمودند و گفتند که برای جلوگیری از «تندخویی بیشتر» از نزدیک همکاری خواهند کرد و «ضرورت پذیرفتن کاهش تنش در میدان را تأیید نمودند». در اطلاعیه‌ای، دو طرف «آمادگی و تعهد مشترک خودشان را برای کار فوری برای پایان دادن به اقدامات یک‌جانبه برای یک دورهٔ ۳ تا ۶ ماهه تأیید نمودند. این شامل پذیرفتن اسرائیل برای توقف گفتگو در خصوص هر واحد شهرک‌سازی جدید به مدت ۴ ماه و توقف مجوز ساخت هر پاسگاه به مدت ۶ ماه است». طرف اسرائیلی تصمیم قبل خودش را مبنی بر تشریع کردن ۹ پایگاه یا طرح‌های خود برای ساخت هزاران واحد مسکونی دیگر را لغو نمی‌کند. دو طرف توافق نمودند که در ماه مارس و در شهر شرم‌الشیخ، مصر با یکدیگر دیدار کنند.

### ۲۷ فوریه
بنیامین نتانیاهو، نخست‌وزیر اسرائیل، این‌گونه بیان نمود که هرگونه توافق برای توقف ساخت‌ها را تکذیب نمود، هرچند ایالات متحده قبل از این توافق در عقبه را اعلام نموده بود.
یک جوان ۲۷ سالهٔ اسرائیلی-آمریکایی در یک حمله تیراندازی که در منطقه‌های گوناگون کرانه باختری در حومه دریای مرده اتفاق افتاد، به قتل رسید. حمله کنندگان که با خودرو وارد شده بودند، به ۲ خودروی اسرائیلی تیراندازی نمودند و بعد از آن به سمت اریحا فرار کردند. در تیراندازی دوم هیچ مصدومی اعلام نشده است. فلسطینی‌ها اینگونه بیان می‌کنند که ارتش اسرائیل در اردوگاه اواره‌ها عقبات جبر جستجو می‌کند و ورودی‌های اریحا را مسدود می‌کند.
وزارت خارجه آمریکا اعلامیه سال ۲۰۲۱ خود را در خصوص تروریسم انتشار کرد. پس از اشاره به اینکه «منابع گوناگون افزایش قابل توجهی در چنین تهاجم‌هایی را در سال ۲۰۲۱ اعلام کردند»، نتیجه گرفت که «پرسنل امنیتی اسرائیل بیشتر اوقات از تهاجم‌های شهرک نشینان جلوگیری نمی‌کنند و به ندرت کارگزاران شهرک نشینان را بازداشت یا متهم می‌کنند».

## مارس

### ۱ مارس
نیروهای اسرائیلی به لشکر گاه آواره‌های عقبات جابر هجوم بردند، و بعد از این هجوم یک فلسطینی به قتل رسید و سه نفر دیگر مظنون به دست داشتن در قتل یک آمریکایی-اسرائیلی در روز ۲۷ فوریه را دستگیر کردند.
گالی بهاراو میارا، دادستان کل اسرائیل، پژوهش‌هایی را در خصوص «زویکا فوگل»، نماینده حزب راست افراطی اوتزما یهودیت و یکی از گروه همبستگی دولتی اسرائیل به «ظن تحریک به تروریسم» شروع نمود. فوگل علناً از جار و جنجال شهرک نشینان هووارا حمایت کرده بود. و بعدها ۲۲ کارشناس حقوقی اسرائیلی به دادستان کل نامه نوشتند تا از ام کی‌های پیروان شهرک نشینان، از غبیل وزیر راست افراطی بزالل اسموتریچ، به علت «تحریک جنایت‌های جنگی» با پشتیبانی عمومی آنان از فتنه‌ها تحقیق نمایند. در ادامه، اسموتریچ، در جواب به این سؤال که چرا توییت داویدی بن زیون، معاون شهردار شورای ناحیه ساماریا را که خواهان «نابود ساختن روستای هووارا امروز» بود، پذیرفت، و این‌گونه بیان کرد: «چون فکر می‌کنم روستای هووارا باید نابود شود. من این‌گونه فکر می‌کنم. دولت اسرائیل باید این کار را انجام دهد».

### ۲ مارس
سربازان اسرائیلی یک نوجوان ۱۵ سالهٔ فلسطینی را در آزون حومه قلقیلیه به قتل رساندند و بعد از آن یک فلسطینی دیگر را مجروح کردند. رسانه‌های فلسطینی اعلام کردند که این زوج به سمت سربازان اسرائیلی سنگ پرتاب کردند. ارتش اسرائیل اینگونه گفت که سربازان به متهمان که مواد منفجره را به سوی نیروها پرتاب کرده بودند تیراندازی نمایند.

### ۴ مارس
او سی اچ ای گزارش حفاظت از غیرنظامی‌ها را در بازه زمانی ۱۴ تا ۲۷ فوریه ۲۰۲۳ انتشار داد. در طول زمان گزارش، ۱۵ فلسطینی (۵۹ سال تاکنون) توسط نیروهای اسرائیلی، ۳ اسرائیلی (۱۴ سال تا تاکنون) توسط فلسطین‌ها به قتل رسیدند. ۱۷۵ عملیات جستجو و دستگیری ارتش اسرائیل در کرانه باختری (۷۰۱ سال تا کنون) و ۶۷ ساختمان مربوط به فلسطینی‌ها (۲۳۵ سال تاکنون از غبیل ۶۷ مورد در بیت‌المقدس شرقی) تخریب گردید).

### ۷ مارس
در روند تهاجم‌های ارتش رژیم صهیونیستی به جنین درگیری مسلحانه اتفاق افتاد که منجر به به قتل رسیدن ۶ فلسطینی و مجروح شدن ۲۶ نفر نظیر شد. ارتش اسرائیل اینگونه بیان کرد که آنان برای دستگیری مظنونان در قتل ۲ اسرائیلی در هوارا در روز ۲۶ فوریه وارد جنین شدند و یکی از کشته شدگان مظنون عامل این جنین بود که از طرف ارتش اسرائیل یک شبه نظامی ۴۹ ساله حماس شناسایی شد. تیپ جنین گزارش داد که شبه نظامیان آن مواد منفجره را به سمت سربازان اسرائیلی شلیک نموده و آن را به سمت ما پرتاب کرده‌اند. محمود عباس، رئیس‌جمهور کنونی فلسطین، کارهای ارتش اسرائیل را محکوم نمود و آن را تهاجمی تمام عیار بر ضد فلسطینی‌ها خواند و تلاش‌های پیشین برای بازگرداندن آسایش را از راه خود خارج نمود.

### ۹ مارس
سربازان اسرائیلی به جباء در سمت جنوب جنین هجوم آوردند و بعد از هجوم به آن مکان ۳ تن از گروه جهاد اسلامی را در داخل یک خودرو به قتل رساندند. ارتش اسرائیل اینگونه بیان کرد که از داخل خودرو به آنان شلیک شده است. یک نوجوان ۱۴ ساله فلسطینی پس از اصابت گلوله نظامی‌های اسرائیلی در حمله روز ۷ مارس به جنین، به قتل رسید. از ۷۴ فلسطینی به قتل رسیده در تهاجم‌های اسرائیل از ابتدای سال ۲۰۲۳، نزدیک نیمی از آنان وابسته به گروه‌های شبه نظامی بودند.
۳ نفر در یک تهاجم تروریستی مردد در تل آویو پس از تیراندازی یک مرد مسلح به سمت اشخاصی که بیرون یک کافه نشسته بودند، مورد هدف گلوله قرار گرفتند و بعد از تیراندازی آنان مجروح شدند. یکی از مجروحان در وضعیت حاد قرار داشت و مابقی مجروحان نیز در شرایط حاد و متوسط به بیمارستان انتقال یافتند. شخص مسلح که بعدها یک فلسطینی ۲۳ ساله اهل نیلین در کرانه باختری رود اردن که مجوز ورود به اسرائیل را نداشت، بی درنگ پس از تیراندازی از جانب افسران پلیس و دو غیرنظامی مورد اصابت گلوله واقع شد و بعد از آن فرد فلسطینی به قتل رسید. ۲ عرب اسرائیلی مظنون به راندن فلسطینی‌ها بدون مجوز کار به داخل خاک اسرائیل خود را تحویل داده و دستگیر کردند. حماس اینگونه بیان کرد که این فلسطینی جزوی از گروه شاخه نظامی آن بوده و پدر و برادرش نیز پس از این دستگیر شدند.

### ۱۰ مارس
یک مرد ۲۱ ساله فلسطینی اهل صنیریه از طرف یک شهرک نشین اسرائیلی در حومه شهرک کارنی شمرون در حومه قلقیلیه مورد اصابت گلوله واقع گردید و بعد از آن به قتل رسید. ارتش اسرائیل گزارش داد که فرد فلسطینی مسلح به چاقو و مواد منفجره به قصد انجام تهاجم داخل مزرعه ای شده است. اینگونه بیان می‌شود که او پیش از به قتل رسیدن ۲ وسیله انفجاری پرتاب کرده است. او هیچ رابطه ای با اعضاهای شبه نظامی نداشت.
نیروهای اسرائیلی در جریان درگیری‌ها در نزدیکی قلقیلیه یک نوجوان ۱۶ ساله فلسطینی را به شهادت رساندند. به گفته ارتش، جوانان یک کوکتل مولوتف را از فاصله نزدیک به سمت یک پست ارتش پرتاب کردند."

### ۱۲ مارس
سربازان اسرائیلی ۳ فلسطینی را در یک ایست بازرسی در حومه نابلس به قتل رساندند. ۴ فلسطینی در یک خودرو در حال حرکت بودند. ارتش اسرائیل اینگونه بیان کرد که اشخاص مسلح به سمت یک موضع ارتش اسرائیل شلیک نمودند.

### ۱۶ مارس
سربازان اسرائیلی در تهاجمی به جنین ۴ فلسطینی را در آن محل به قتل رساندند. منابع فلسطینی ۲ تن از کشته شدگان را از گروه ارشد حماس و آن دیگری را از جهاد اسلامی گزارش دادند. نفر سوم پسری ۱۶ ساله بوده و هویت نفر چهارم تاکنون نامعلوم است.
پسر در حالی که بدون حرکت ایستاده بود و با صورت روی زمین دراز کشیده بود از ناحیه سر مورد اصابت گلوله واقع گردید. سازمان شکستن سکوت تیراندازی را «اعدام فراقانونی» خواند و اتحادیه اروپا خواهان پژوهش‌های شفاف فوری در رابط قتل شد.

### ۱۷ مارس
سربازان رژیم صهیونیستی یک جوان ۲۳ ساله فلسطینی را در حومه رام‌الله به قتل رساندند. ارتش اسرائیل بعد از این قتل اینگونه بیان کرد که فلسطینی به سربازان نزدیک شد و چاقو کشید و بعد از آن به قتل رسید.

### ۱۸ مارس
شبه نظامیان فلسطینی یک موشک از غزه به سمت جنوب اسرائیل شلیک نمودند. این موشک در یک ناحیه باز در شهر سدروت در سمت جنوب اسرائیل فرود آمد و هیچ صدمه ای در پی نداشت.

### ۱۹ مارس
یک شهرک نشین ایتامار در حین رانندگی با خانواده اش از راه هوارا در کرانه باختری مورد اصابت گلوله قرار گرفت و بعد از آن مرد و خانواده اش به شدت زخمی شدند. مرد مسلح، یک فلسطینی اهل روستای همسایه ماداما بود که بعد از آن این مرد توسط نیروهای اسرائیلی دستگیر شد. سخنگویان حماس و جهاد اسلامی گزارش دادند که این حادثه «جوابی طبیعی» به اشغالگری اسرائیل بوده است.
یک مرد ۶۴ ساله اسرائیلی در حین رانندگی در تقاطع دور در حومه روستای راس کارکار کرانه باختری، پس از اصابت گلوله به خودرویش و پرتاب سنگ به سمت آن به شکل سبک زخمی گردید.
پس از نشست پیشین عقبه، گروه‌ها بار دیگر در شرم الشیخ تشکیل جلسه دادند. اسرائیل بر پیمان خود برای توقف گفتگوها در رابط تشکیل دادن شهرک‌های نوین در کرانه باختری به مدت ۴ ماه و توقف مجوز پایگاه‌ها برای یک دوره ۶ ماهه تأکید نمود. طرفین باهمدیگر به توافق رسیدند که در ماه آوریل بار دیگر با یکدیگر گفت و گو کنند.
یک مرد ۳۲ ساله اسرائیلی ۱۱ روز قبل در تیراندازی در تل آویو در اثر جراحت‌هایی که داشت درگذشت.
وزیر دارایی اسرائیل بزالل اسموتریچ در حین سخنرانی اش در پاریس به‌طور صریح از وجود اعضای قومی فلسطینیان را رد نمود و ادعا کرد که آنان «اختراع» قرن پیشین می‌باشند. ایالات متحده یک مجازات نامه ای برای اسرائیل صادر نمود و اندکی بعد از آن اتحادیه اروپا از اسرائیل درخواست نمود که این نقل و انتقادات را رد نماید. اردن علاوه بر محکوم نمودن این نقل و انتقادات، سفیر اسرائیل در اردن را به این علت احضار نمود که اسموتریچ از طرحی استفاده کرد که اردن را قسمتی از قلمروی کشور یهودی‌ها آشکار می‌کرد.
سازمان ملل متحد اعلامیه حفاظت از غیرنظامیان را در بازه زمانی ۲۸ فوریه تا ۱۳ مارس ۲۰۲۳ انتشار داد. در طول زمان‌های اعلامیه سازمان ملل متحد، ۱۶ فلسطینی (۷۵ سال پیش تاکنون) از طرف سربازان اسرائیلی، به قتل رسیدند. ۱۲۴ عملیات جستجو و دستگیری ارتش اسرائیل در کرانه باختری (۸۵۷ سال پیش تاکنون) و ۳۸ ساختمان مربوط به فلسطینی‌ها (۲۷۳ سال پیش تاکنون از غبیل ۷۵ مورد در بیت‌المقدس شرقی) نابود گردید.

### ۲۰ مارس
وزارت امور خارجه ایالات متحده با انتشار اعلامیه ای در سال ۲۰۲۲ خود در رابط با حقوق بشر صادر نمود و پذیرفت که این ناحیه همچنان برای اسرائیل دشوار است. مسائل اصلی حقوق بشر حاوی گزارش‌های معتبر از کشتار و قتل‌های غیرقانونی یا خودکامانه می‌باشد.

### ۲۱ مارس
اسرائیل قانونی را در سال ۲۰۰۵ لغو کرد که به موجب آن ۴ شهرک اسرائیلی از غبیل هومش، صعنور، گانیم و کادم به عنوان قسمتی از عدم درگیری اسرائیل در غزه منحل شدند. این اقدام از طرف سازمان خودگردان و اتحادیه اروپا محکوم گردید و اتحادیه اروپا خواهان لغو قانون نوین شد. خرده گیران، از غبیل برخی از اپوزیسیون اسرائیل و نهادهای غیر حکومتی پشتیبان حقوق فلسطینیان، این کار را مقدمه ای برای ضمیمه کردن کرانه باختری محکوم نمودند. ایالات متحده علاوه بر متهم کردن این کار، همچنین سفیر اسرائیل را برای ابراز نگرانی فرا خواند.

### ۲۳ مارس
سربازان اسراییلی، یک فلسطینی ۲۵ ساله را در سیر یک تهاجم دستگیری در شهر طولکرم به قتل رساندند. پلیس اسرائیل بعدها گزارش داد که خدیجه به علت دست داشتن در چندین تهاجم تیراندازی تحت تعقیب می‌باشد و تقاضا مند است که او عضو یک گروه شبه نظامی بومی است.
یک تهاجم تیراندازی در حومه شهرک اسرائیلی آونی هفتز در کرانه باختری اعلام شد. اما در آن تهاجم هیچ اسرائیلی مجروح نگردید. گویا فرد مسلح در اثر شلیک گلوله مجروح گردیده و از همان مکان پا به فرار گذاشته. یک حمله تیراندازی دیگر در روزهای نخست روز به یک خودروی اسرائیلی صدمه ای وارد کرد ولی صدمه ای برای سرنشینان آن خودرو به همراه نداشته.

### ۲۵ مارس
ارتش اسرائیل اینگونه بیان کرد که ۲ سرباز اسرائیلی که امنیت بزرگراه مسیر ۶۰ در این شهر را تأمین می‌نمودند، در تیراندازی در منطقه حواره مجروح گردیده‌اند که حال یکی از سربازان وخیم گزارش شده.

### ۳۱ مارس
دفتر سازمان ملل متحد امور بشردوستانه گزارش حفاظت از غیرنظامیان را در بازه زمانی ۱۴ تا ۲۷ مارس ۲۰۲۳ انتشار داد. در طول زمان گزارش، ۶ فلسطینی (۸۱ سال پیش تاکنون) از طرف سربازان اسرائیلی، ۱ اسرائیلی (۱۴ سال پیش تاکنون) از طرف فلسطینیان به قتل رسیدند. ۱۳۰ عملیات جستجو و دستگیری ارتش اسرائیل در کرانه باختری (۹۹۸ سال پیش تاکنون) صورت گرفت و ۵ ساختمان مربوط به فلسطینی‌ها تخریب گردید (۲۷۸ سال پیش تاکنون از غبیل ۷۹ مورد در ناحیه اورشلیم شرقی) صورت گرفته.

## آوریل

### ۱ آوریل
پلیس اسرائیل یک فلسطینی ۲۶ ساله را در حومه دروازه زنجیر منتهی به مسجد الاقصی به قتل رساند. و بعد از این اقدام پلیس اینگونه بیان کرد که این مرد سعی داشته اسلحه یک افسر پلیس را در دست گیرد و اقداماتی که در ذهن داشته است را انجام دهد. منابع فلسطینی بعدها گزارش پلیس اسرائیل را به چالش می‌کشند.
سربازان اسرائیلی یک فلسطینی ۲۴ ساله را در خودروی خود در حومه بیت امر به قتل رساندند. و بعدها ارتش اسرائیل اینگونه بیان کرده که این فرد با خودروی خود به گروهی از سربازان برخورد نمود و ۳ نفر از سربازان را مجروح نمود که وضعیت یکی از آنان وخیم اعلام شده.

### ۳ آوریل
سربازان اسرائیل در تهاجمی به نابلس ۲ فلسطینی را به قتل رساندند. ارتش اسرائیل اینگونه بیان کرد که آنها در همان مکان بودند تا ۳ فلسطینی را دستگیر نمایند که بنا بر اعلامیه‌ها در تیراندازی در هواره که ۲ سرباز اسرائیلی را در روز ۲۵ مارس زخمی نمود، دست داشتند و به آنان شلیک گردید و بعدها آنان با تیراندازی پاسخ داد. یکی از کشته شدگان فلسطینی از طرف گروه «لانه شیرها» و دیگری از طرف گروه فتح ادعای مالکیت شد.

### ۵ آوریل
تداخل‌ها پس از ورود پلیس اسرائیل به مسجد الاقصی شروع شد تا فلسطینی‌هایی را که شبانه برای اقامه نماز در مسجد محاصره کرده بودند بیرون نمایند. دستکم ۴۰۰ فلسطینی دستگیر شدند. و بعد از آن ۱۰ راکت از سمت غزه به سوی اسرائیل شلیک شد و سربازان اسرائیلی در جواب به این اقدام‌های غزه، سایت‌های موشکی را در نوار غزه بمباران کردند و بعد از این اقدام اسرائیل هیچ گونه تلفاتی گزارش نشد. بعدها تهاجم اسرائیل به این مسجد از طرف فلسطینی‌ها و کشورهای عربی محکوم شد.

### ۶ آوریل
سربازان اسرائیلی دومین تهاجم را به مسجد الاقصی آغاز و بعدها مردم را در آنجا اخراج کردند. شورای امنیت سازمان ملل متحد قرار بود که در یک جلسه غیررسمی برای بررسی این وضعیت تشکیل جلسه دهد.
یک سرباز ۱۹ ساله اسرائیلی در یک تهاجم تیراندازی در حومه تقاطع گوا بنیامین در سمت کرانه باختری مجروح گردید. مرد مسلح بعد از تیراندازی بلافاصله از همان مکانی که تیراندازی نموده متواری می‌گردد. این سرباز با وضعیت خفیف تا متوسط در بیمارستان بستری شد.

### ۷ آوریل
دو زن ۲۰ ساله اسرائیلی - بریتانیایی در تیراندازی به خودرویی در حومه شهرک حمره در سمت شمال کرانه باختری به قتل رسیدند و بعدها مادر ۴۵ ساله آنان به شدت زخمی شد. مادر در ۱۰ آوریل بر اثر جراحات جان باخت.

### ۸ آوریل
سربازان اسرائیلی یک جوان ۲۰ ساله فلسطینی را به اتهام تلاش برای منفجر نمودن یک بمب در حومه آزون به قتل رساند.

### ۱۰ آوریل
سربازان اسرائیلی در روند تهاجم به اردوگاه آوارگان عقبه جبر در حومه اریحا، یک فلسطینی ۱۵ ساله را به قتل رساندند.
دو فلسطینی و همچنین دو نظامی اسرائیلی در تهاجم به اردوگاه آوارگان العین در شهر نابلس مجروح گردیدند.
هزاران شهرک نشین اسرائیلی به سوی پاسگاه غیرقانونی اویاتار که به شدت از طرف سربازان اسرائیلی محافظت می‌شود، راهپیمایی نمودند. این راهپیمایی با ۲۰ عضو کنست و همچنین با ۷ وزیر ائتلاف از غبیل بزالل اسموتریچ و ایتامار بن گویر همراهی شد. شهرک نشین‌ها از حکومت اسرائیل خواهان قانونی کردن این پاسگاه می‌باشند.

### ۱۱ آوریل
سربازان اسرائیلی دو فلسطینی را به قتل رساندند. و بعدها ارتش اسرائیل اینگونه بیان کرد که سربازان در روستای دیر الحطاب به سمت مردان مسلح فلسطینی تیراندازی کردند که از یک خودرو به سوی یک پست نظامی در حومه شهرک اسرائیلی ساکن الون موره تیراندازی کردند.